# تاشا همفری
تاشا همفری (انگلیسی: Tasha Humphrey؛ زادهٔ ۲۹ دسامبر ۱۹۸۵) بازیکن بسکتبال اهل ایالات متحده آمریکا است.
وی در مسابقات کشوری و بین‌المللی در مجموع برندهٔ ۱ مدال طلا شده‌است.